# Øje for øje
 For alternative betydninger, se Øje for øje (flertydig). (Se også artikler, som begynder med Øje for øje)
Øje for øje er John Grishams debutroman fra 1989.
Den handler om en ung sort pige, der bliver voldtaget af to hvide mænd i en by nær det raceadskilte Memphis i USA.
Efter anholdelsen af de to hvide mænd, skyder pigens far dem udenfor retssalen.
Bogen handler om retsforfølgelsen af faren der tog loven i sin egen hånd for at hævne sig på sin datters voldtægtsmænd, der på grund af deres hudfarve ellers var sluppet meget let for straf.
Bogen er filmatiseret i 1996 af Joel Schmacher med Samuel L. Jackson, Matthew McConaughey og Sandra Bullock i hovedrollerne.